# Дубки (Калужская область)
Дубки — хутор в Износковском районе Калужской области России. Входит в сельское поселение «Посёлок Мятлево».

## География
Деревня находится в северной части Калужской области, в зоне хвойно-широколиственных лесов, в пределах южного склона Смоленско-Московской возвышенности, к югу от автотрассы А130,  в пешей доступности от деревни Гришино.
На 2022 год на хуторе улиц или переулков не числится.

### Климат
Климат характеризуется как умеренно континентальный, с тёплым летом и умеренно холодной зимой. Среднегодовая многолетняя температура воздуха составляет 3,8 °C. Средняя температура воздуха самого тёплого месяца (июля) — 17,6 °C (абсолютный максимум — 38 °C); самого холодного (января) — −10 °C (абсолютный минимум — −43 °C). Среднегодовое количество атмосферных осадков составляет около 620 мм.

## История
Образован 17 декабря 2015 года.

## Инфраструктура
Действует турбаза.

## Транспорт
Расположен у Варшавского шоссе.